# Saint-Germain-de-Pasquier
Saint-Germain-de-Pasquier é uma comuna francesa na região administrativa da Normandia, no departamento de Eure. Estende-se por uma área de 1,98 km². Em 2010 a comuna tinha 129 habitantes (densidade: 65,2 hab./km²).